# Rue du Pont-Codrille
Pour les articles homonymes, voir Rue du Pont.
La rue du Pont-Codrille est une voie publique de la commune française de Rouen.
Il s’agit de la plus étroite rue de Rouen.

## Situation et accès
La rue du Pont-Codrille est située à Rouen. Parfaitement rectiligne, cette « ruelle » est d'une largeur de 93 cm à son niveau le plus étroit, ce qui fait d'elle la plus étroite des rues de Rouen. Elle débute à l'intersection de la rue Eau-de-Robec, et se termine par la rue des Faulx,,,.

## Origine du nom
La rue du Pont-Codrille tient son nom d'un propriétaire d’une parcelle attenante à la rue, créateur d'une arcade sur la rivière du Robec,.

## Historique
Dans une décision du conseil municipal du 8 janvier 1838, la largeur de la rue est fixée à 6 m.
Un temps proposée à la suppression dans un rapport présenté au conseil municipal de Rouen le 8 mai 1873 en vue d'assainir le quartier Martainville,, la rue est préservée puisque le 11 juin 1896, il est décidé d'en cimenter la chaussée.

## Bâtiments remarquables et lieux de mémoire

### Dans la littérature
- Ici Reposait...: Meurtre au Monumental. France: Éditions des Falaises, 2019.